# Cynopterus minutus
Cynopterus minutus — вид рукокрилих, родини Криланових. 

## Середовище проживання
Країни поширення: Бруней-Даруссалам, Індонезія, Малайзія. Цей вид живе в незайманих лісах, а також у селах і порушених місцях проживання.

## Загрози та охорона
Немає серйозних загроз для цього виду по всьому ареалу. Існує кілька охоронних територій по всьому діапазону видового комплексу.